# Harumichi Tatekawa
Harumichi Tatekawa (japanisch 立川 理道 Tatekawa Harumichi, * 2. Dezember 1989 in Tenri, Nara, Japan) ist ein japanischer Rugby-Union-Spieler.

## Karriere
Harumichi Tatekawa begann 2012 seine aktive Karriere bei Kubota Spears in der japanischen Rugby-Union Liga. Er kann sowohl Verbindungshalb als auch Erster Innendreiviertel spielen. 2015 wurde er in die japanische Nationalmannschaft für die Rugby-Weltmeisterschaft 2015 nominiert. Von 2016 bis 2019 spielte er für die Sunwolves. Seit 2019 spielt er für die neuseeländische Provinz Otago Rugby Football Union.